# St. Jakobus (Harpfetsham)

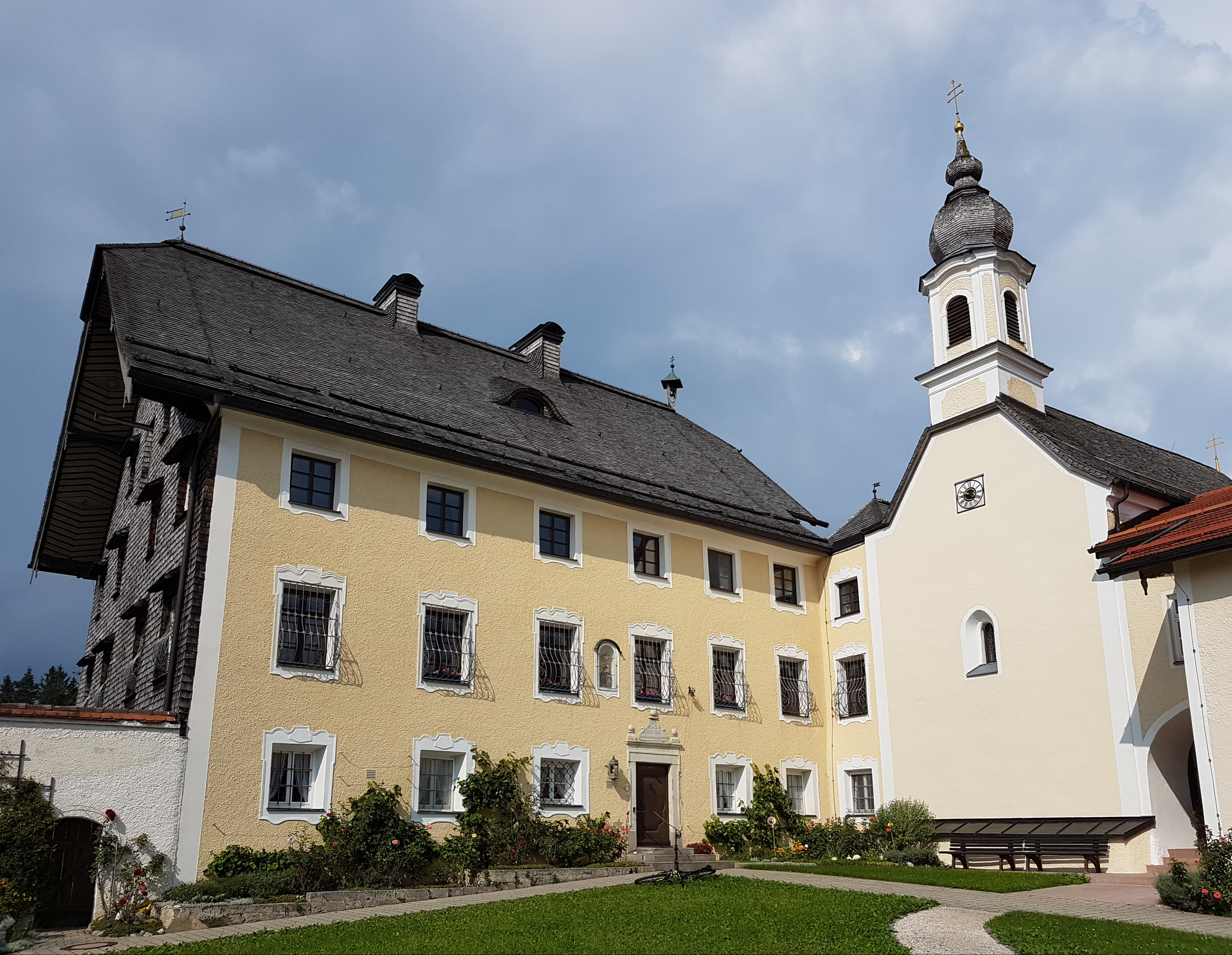
Das Hauptgebäude des Pfarrhofs und St. Jakobus

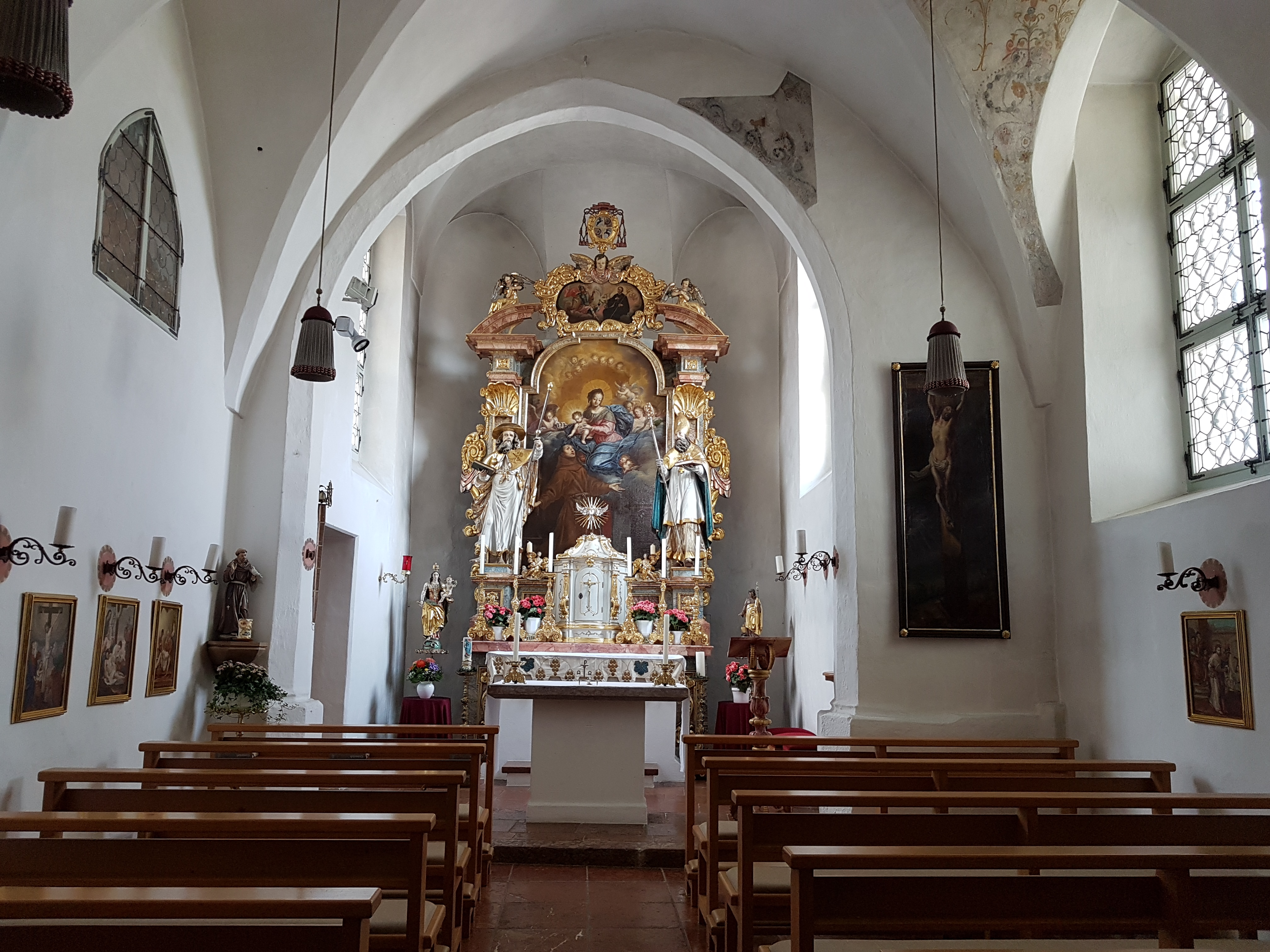
Das Innere der heutigen Nebenkirche

St. Jakobus (Harpfetshamer Kircherl) ist eine Kapelle in dem Kirchdorf Harpfetsham (Oberbayern). Es ist die Gebetsstätte des ehemaligen Pfarrhofs von Palling. Der Bau wurde ursprünglich im spätgotischen Stil errichtet und am 6. August 1476 geweiht. Um 1700 erfuhr die Kapelle, dem Zeitgeschmack entsprechend, eine barocke Überformung. Heute dient sie den Franziskanerinnen des Klosters Schönbrunn, die den ehemaligen Pfarrhof als Klostergut bewirtschaften.
Der sehr stattliche Kapellenbau, der baulich mit dem Hofgebäude verbunden ist, besteht aus einem schlichten dreijochigen Langhaus und einem eingezogenen Chor, der dreiseitig abschließt. Die Fassade ist nicht gegliedert. Auf der westlichen Seite sitzt ein Dachreiter mit Zwiebelhaube.
Der aus Stuck gefertigte Altar zeigt die Figuren des Kirchenpatrons Jakobus und des heiligen Nikolaus.